# Гридневы
Гридневы  — древний русский дворянский род.

## История рода
Себежанин Иван Гриднев упоминается (1543). В конце XVI столетия Гаврила Иванович атаман донских казаков, владел поместьем в Зарайском уезде, упомянут помещиком Рязанского уезда (1616).
Григорий Никифорович вёрстан новичным окладом по Курску (1628). Соломонида Гриднева постельница царицы Евдокии Лукьяновны (1633), Акулина Гриднева тогда же постельница Ирины Михайловны. Самсон Леонтьевич служил по Ельцу, таможенный голова (1661), осадный голова по Ельцу. Самсон Гриднев стрелецкий голова в Архангельске (1671).
В XVII столетии Гридневы служили и имели имения в Данковском уезде.